# Біргамська угода
Біргамська угода, також відома як угода в Солсбері включала два договори, спрямовані на забезпечення незалежності Шотландії після смерті Олександра III 1286 року, який не залишив прямих спадкоємців.
Угоди було підписано у Солсбері 1289 та Біргамі (Бервікшир) 1290 року. Було передбачено, що якщо спадкоємиця шотландського престолу Маргарита Норвезька Діва вийде заміж за Едуарда, Шотландія залишиться «окремою, незалежною від Англії державою зі справедливими кордонами, вільною й без підпорядкування будь-якій іншій державі.»
Угода виявилась безрезультатною, оскільки малолітня Маргарита померла від гарячки дорогою до Шотландії на Оркнейських островах у 1290 році. Через це в Шотландії розпочалась боротьба за спадщину. У 1291 Едуард I погодився бути арбітром у цій боротьбі за умови, що він буде верховним феодальним та військовим сюзереном Шотландії до тих пір, поки престол країни є вакантним.